# 李雯雯
李雯雯（2000年3月5日—），辽宁鞍山人，中国女子举重运动员，外号“功夫熊猫”，無限量級的世界冠军，目前是女子举重87公斤以上级抓举、挺举和总成绩三项世界纪录保持者，师从张国政，主管教练为吴美锦。2021年代表中国队参加在日本东京举办的2020年夏季奥林匹克运动会女子举重87公斤以上级比赛並獲得金牌。2024年夏季奧林匹克運動會女子81公斤以上級舉重比賽金牌得主。
2022年5月3日被授予中国青年五四奖章。

## 成绩
2019年参加在泰国芭提雅举办的世界举重锦标赛上获得女子87公斤以上级抓举（146公斤）、挺举（186公斤）、总成绩（332公斤）三项第一。
2019年参加在中国宁波举办的亚洲举重锦标赛上获得女子87公斤以上级抓举（147公斤）、挺举（175公斤）、总成绩（322公斤）三项第一。
2021年参加在乌兹别克斯坦塔什干进行的亚洲举重锦标赛上获得女子87公斤以上级抓举（148公斤）、挺举（187公斤）、总成绩（335公斤）三项第一，并打破三项世界纪录。
2021年8月2日下午，2020年夏季奧林匹克運動會女子87公斤以上级舉重比賽决赛拉开帷幕，以抓举140公斤，挺举180公斤，总成绩320公斤，成功夺得金牌。